# Lola B03/51
La Lola Bo3/51 anche conosciuta come B3/51, è una vettura sportiva monoposto a ruote scoperte creata nel 2003 Dalla casa automobilistica inglese Lola per il campionato 2003 della Formula Nippon.

## Piloti e team
| Team                         | Nr. | Pilota             | Gare  |
| ---------------------------- | --- | ------------------ | ----- |
| Piaa Nakajima Planing        | 1   | Takashi Kogure     | Tutte |
| Piaa Nakajima Planing        | 2   | André Lotterer     | Tutte |
| Olimpic Kondo Racing         | 3   | Yuji Tachikawa     | Tutte |
| Olimpic Kondo Racing         | 4   | Dominik Schwager   | Tutte |
| Team 5Zigen                  | 5   | Ryo Michigami      | Tutte |
| Team 5Zigen                  | 6   | Ryo Fukuda         | 1-5   |
| Team 5Zigen                  | 6   | James Courtney     | 7-10  |
| Team Le Mans                 | 7   | Toshihiro Kaneishi | Tutte |
| Team Le Mans                 | 8   | Takeshi Tsuchiya   | Tutte |
| Planex Ebbro Nova            | 9   | Haruki Kurosawa    | Tutte |
| Cacciao Tcpro Nova           | 10  | Tetsuya Fujisawa   | 1-4   |
| Team Nova                    | 10  | Yudai Igarashi     | 5-7   |
| Oizumi Team Nova             | 10  | Hiroki Kato        | 8-10  |
| Cosmo Oil Racing Team Cerumo | 11  | Tsugio Matsuda     | Tutte |
| Cosmo Oil Racing Team Cerumo | 12  | Yuji Ide           | Tutte |
| Team Impul                   | 19  | Satoshi Motoyama   | Tutte |
| Team Impul                   | 20  | Benoît Tréluyer    | Tutte |
| Team 22                      | 22  | Juichi Wakisaka    | Tutte |
| Carrozzeria Team Mohn        | 28  | Hideki Noda        | Tutte |
| Docomo Dandelion Racing      | 40  | Richard Lyons      | Tutte |
| Docomo Dandelion Racing      | 41  | Naoki Hattori      | 3-10  |